# Eryk Krasucki
Eryk Krasucki (ur. 20 października 1977 w Drawsku Pomorskim) – polski historyk specjalizujący się w historii najnowszej, doktor habilitowany, profesor w Instytucie Historycznym Uniwersytetu Szczecińskiego.

## Życiorys
Urodził się w 20 października 1977 r. w Drawsku Pomorskim. W tym zachodniopomorskim mieście ukończył Szkołę Podstawową nr 1 im. mjr. Henryka Sucharskiego oraz Liceum Ogólnokształcące im. I Armii Wojska Polskiego. W 1996 r. rozpoczął studia historyczne w Instytucie Historycznym Uniwersytetu Szczecińskiego, które zakończył w 2001 r. Pracę magisterską pt. Jaksa z Kopnika – próba biografii postaci z XII-wiecznych dziejów Polski i Połabia oraz jej recepcja w okresie międzywojennym napisał na seminarium prof. Jana M. Piskorskiego. W 2006 r. otrzymał doktorat na podstawie pracy pt. Jerzy Borejsza a przemiany polskiej kultury w latach 1944–1952, której promotorem był prof. Kazimierz Kozłowski. W 2020 r. uzyskał stopień doktora habilitowanego na podstawie dorobku naukowego oraz książki „A jednak coraz silniej wierzę”. Życie i los Witolda Kolskiego (1902–1943).
W latach 2001–2004 pracował w szczecińskim Antykwariacie Wu-eL. Od 2005 do 2007 r. był zatrudniony w Biurze Edukacji Publicznej Instytutu Pamięci Narodowej w Szczecinie. Od 2007 r. pracuje w Instytucie Historycznym Uniwersytetu Szczecińskiego, do 2021 r. jako adiunkt, następnie jako profesor uczelniany. Specjalizuje się m.in. w historii XX wieku, historii komunizmu, polityce kulturalnej Polski Ludowej, historii Pomorza Zachodniego. 
Członek redakcji od 2013 r., a od 2017 r. zastępca redaktora naczelnego „Przeglądu Zachodniopomorskiego”, członek redakcji „Polish Biographical Studies”.
Członek Rady Naukowej Książnicy Pomorskiej w Szczecinie (kadencje: 2016–2021, 2021–2025) i Rady Naukowej Instytutu Historycznego Uniwersytetu Szczecińskiego (2019–2021). Członek Komisji Biograficznej Polskiej Akademii Umiejętności w Krakowie.
Należy do Stowarzyszenia Przyjaciół Drawska „Meander”, którego był prezesem w latach 2012–2020, oraz do Polskiego Towarzystwa Historycznego. Od 2023 r. wchodzi w skład rady nadzorczej Fundacji Warsaw Bauhaus.

## Nagrody i wyróżnienia
W 2007 r. był nominowany do Nagrody Józefa Maksymiliana Ossolińskiego przyznawanej przez Zakład Narodowy im. Ossolińskich za najlepszą pracę doktorską z historii. W 2009 r. za książkę Międzynarodowy komunista. Jerzy Borejsza – biografia polityczna otrzymał Nagrodę KLIO w kategorii monografia naukowa oraz nagrodę Książka Roku przyznaną przez „Książki. Magazyn Literacki”. Wspomniana publikacja była również w 2010 r. nominowana do Nagrody Historycznej im. Kazimierza Moczarskiego przyznawanej przez Narodowe Centrum Kultury i Fundację im. Kazimierza i Zofii Moczarskich oraz Nagrody im. Jerzego Giedroycia ufundowanej przez Uniwersytet Marii Curie-Skłodowskiej w Lublinie. Nominację do tej nagrody uzyskała również w 2021 r. książka „A jednak coraz silniej wierzę”. Życie i los Witolda Kolskiego (1902–1943).
Nagrody rektorskie w Uniwersytecie Szczecińskim – 2010, 2011, 2023.
Stypendium twórcze Miasta Szczecin – 2017, 2020.

## Wybrane publikacje
- Krótka historia sześćdziesięciolatki. Drawska Biblioteka Publiczna (1947–2007), Warszawa: Aljar, 2007.
- Międzynarodowy komunista. Jerzy Borejsza – biografia polityczna, Warszawa: PWN, 2009.
- Drawsko Pomorskie i okolice poprzez wieki. Studia i szkice, red. Eryk Krasucki, Szczecin: Wydawnictwo KAdruk, 2010.
- Przesilenie. Szczecińskie społeczeństwo i władza w styczniu i lutym 1971 r. Obraz źródłowy, Szczecin: IPN, 2010.
- Historia, miasto, pamięć: Grudzień '70 –Styczeń '71 (perspektywa szczecińska), red. Maciej Kowalewski, Eryk Krasucki, Paweł Miedziński, Szczecin: IPN, 2010.
- Oblicza polskiej modernizacji. Bilans transformacji systemowej III Rzeczypospolitej, red. Eryk Krasucki, Tomasz Sikorski, Anna Szczepańska, Toruń: Adam Marszałek, 2011.
- Z dziejów polskiego anarchizmu, red. Eryk Krasucki, Michał Przyborowski, Radosław Skrycki, Szczecin: Szczecińskie Towarzystwo Historyczne, Instytut Historii i Stosunków Międzynarodowych Uniwersytetu Szczecińskiego, 2011.
- Epigoństwo czy twórcza ciągłość? Ideowe dziedzictwo głównych nurtów politycznych Drugiej Rzeczypospolitej w refleksji politycznej po zakończeniu II wojny światowej, red. Eryk Krasucki, Tomasz Sikorski, Adam Wątor, Toruń: Adam Marszałek, 2011.
- Polska Lewica. Koncepcje, ludzie, działalność, t. 1-2, red. Eryk Krasucki, Tomasz Sikorski, Adam Wątor, Wrocław: Wydawnictwo Atut, 2013.
- Liberalizm nad Wisłą (XIX–XXI wiek). Koncepcje, ludzie, działalność, red. Eryk Krasucki, Tomasz Sikorski, Adam Wątor, Szczecin: Wydawnictwo Wydziału Humanistycznego Uniwersytetu Szczecińskiego „Minerwa”, 2014.
- Tuczno poprzez wieki. Studia i szkice, red. Eryk Krasucki, Radosław Ptaszyński, Drawsko Pomorskie-Szczecin: Stowarzyszenie Przyjaciół Drawska „Meander”, Instytut Historii i Stosunków Międzynarodowych Uniwersytet Szczeciński, 2015.
- Z przytupem i klasą. Opowieść o drawskim zespole Diabaz, Drawsko Pomorskie: Ośrodek Kultury w Drawsku Pomorskim, 2015.
- Das Misstrauen – die Haupteigenschaft des Konspiranten. Der Fall der Kommunistischen Partei des Polens (1918–1938), „Jahrbuch für Historische Kommunismusforschung” 2016, s. 113–129.
- Moja Gmina Drawsko Pomorskie. Przewodnik dla nauczycieli realizujących program edukacji regionalnej z elementami edukacji europejskiej w młodszych klasach szkoły podstawowej (wspólnie z Lucyną Jabłońską), Drawsko Pomorskie: Stowarzyszenie Przyjaciół Drawska „Meander”, 2016.
- Drawsko Pomorskie i okolice poprzez wieki. Studia i szkice. Odsłona druga, red. Eryk Krasucki, Drawsko Pomorskie: Stowarzyszenie Przyjaciół Drawska „Meander”, 2017.
- Historia kręci drejdlem. Z dziejów (nie tylko) szczecińskich Żydów, Łódź: Wydawnictwo Księży Młyn, 2018.
- „A jednak coraz silniej wierzę”. Życie i los Witolda Kolskiego (1902–1943), Szczecin: Wydawnictwo Naukowe Uniwersytetu Szczecińskiego, 2019.
- The Russian Revolution and Polish Communism in the Interwar Era, w: The Rise of Bolshevism and its Impact on the Interwar International Order, red.Valentine Lomellini, London: Palgrave Macmillan, 2020, s. 131–154.
- Piotr Zaremba (1910–1993). Biography to be unveiled, „Przegląd Zachodniopomorski” 2020, 4,https://wnus.usz.edu.pl/pzp/pl/issue/1167/article/18585/
- Polish Research on the History of the Comintern: An Overview of Existing Literature and an Outline of Future Perspectives, „Acta Poloniae Historica” 2021, 123, https://apcz.umk.pl/APH/article/view/APH.2021.123.10
- Spaces of Dependence and Emancipation in Architectural and Urban Narration, a Case Study: Plac Żołnierza Polskiego and Plac Solidarności in Szczecin (wspólnie z Izabelą Kozłowską), „Arts” 2021, 10, 19, https://www.mdpi.com/2076-0752/10/1/19
- Trudna tożsamość na krańcu mapy (wspólnie z Tomaszem Ślepowrońskim), Szczecin: Stowarzyszenie Gmin Polskich Euroregionu Pomerania. Wydawnictwo KAdruk, 2022.
- Eine schwierige Identität am Rande der Landkarte (wspólnie z Tomaszem Ślepowrońskim), Szczecin: Stowarzyszenie Gmin Polskich Euroregionu Pomerania, Wydawnictwo Kadruk, 2022.